# Kościół św. Weroniki i klasztor Rochitów w Mińsku
Kościół św. Weroniki i klasztor rochitów – rzymskokatolicki zespół klasztorny w Mińsku. Założony w połowie XVIII wieku, istniał do połowy XIX wieku. Znajdował się na końcu ul. Kojdanowskiej.

## Historia
W 1752 roku Tomasz Stacewicz założył szpital, który przekazał mnichom z zakonu rochitów. Swoje pieniądze na utrzymanie klasztoru i szpitala przekazali wnukowie Łukasza Szyszki – Jury, Bazyl, Todar i Michał. W podziękowaniu za te ofiary na ul. Kojdanowskiej, w pobliżu miejskiej bramy powstała instytucja dobroczynna z niewielkim kościołem oraz swoim funduszem o wartości 7000 srebrem.